# Kimitsu
Kimitsu (Japans: 君津市, Kimitsu-shi) is een Japanse stad in het zuidwesten van de prefectuur Chiba, gelegen aan de Baai van Tokio. De stad genoot lange tijd als producent van zeewier (nori) bekendheid, maar in de 21e eeuw is de stad vooral als fabrieksstad binnen het Keiyo-industriegebied van belang.
Het zuidoosten van de stad, wat ook de berg Kano (鹿野山) (353 m.) en diens uitlopers omvat, maakt deel uit van een prefecturaal natuurpark. Kimitsu heeft een bevolking van ongeveer 92.578 inwoners en is 318,83 km² groot.